# إنديقو
إنديقو (بالإنجليزية: Indigo)‏ هي ممثلة أمريكية، ولدت في 25 يونيو 1984 بلوس أنجلوس في الولايات المتحدة.

## أعمال

### أفلام
- (2014) أسود أو أبيض

### مسلسلات
- ويدز

## وصلات خارجية
- إنديقو على موقع IMDb (الإنجليزية)
- إنديقو على موقع ألو سيني (الفرنسية)
- إنديقو على موقع أول موفي (الإنجليزية)
- إنديقو على موقع قاعدة بيانات الفيلم (الإنجليزية)
- إنديقو على موقع كينوبويسك (الروسية)